# نجم الدين الحمروني
نجم الدين الحمروني (بالفرنسية: Nejmeddine Hamrouni)‏ ولد في 25 أبريل 1965 في تونس العاصمة. هو سياسي تونسي ودكتور في علم النفس ينتمي لحركة النهضة.

كان مستشارا لدى رؤساء الحكومات حمادي الجبالي وعلي العريض والمهدي جمعة، قبل أن يعين في منصب كاتب دولة لدى وزير الصحة سعيد العايدي مكلف بتأهيل المؤسسات الإستشفائية في حكومة الحبيب الصيد بين 2015 و2016 أين أصبح بعدها مستشارا لدى الصيد.

## السيرة الذاتية
نجم الدين الحمروني متحصل على شهادة الدكتوراه في علم النفس وشهادة الدراسات المعمقة في العلوم السياسية وعلم الاجتماع من جامعات جامعة باريس 5 - ديكارت وجامعة باريس 8. 

انتخب الحمروني أمينا عاما للاتحاد العام التونسي للطلبة في 1990 حتى حله قضائيا في 1991. أمضى بعدها الحمروني 12 سنة في المنفى في فرنسا، أين أنهى دراساته الجامعية. 

نجم الدين الحمروني عضو في مجلس شورى حركة النهضة منذ 2012. 

عين الحمروني مستشارا مكلف بالدراسات الاستراتيجية والاستشرافية لدى كل من رؤساء الحكومات حمادي الجبالي وعلي العريض والمهدي جمعة بين 24 ديسمبر 2011 و6 فبراير 2015، تاريخ تعيينه في منصب كاتب دولة لدى وزير الصحة سعيد العايدي مكلف بتأهيل المؤسسات الإستشفائية في حكومة الحبيب الصيد، وذلك حتى 12 يناير 2016، أين عين وقتها مستشارا لدى رئيس الحكومة الحبيب الصيد مكلف باليقظة والاستشراف وذلك حتى 26 أغسطس 2016.

## الحياة الشخصية
نجم الدين الحمروني متزوج وأب لأربعة أبناء.

## مقالات ذات صلة
- حركة النهضة (تونس).